# Nolhott

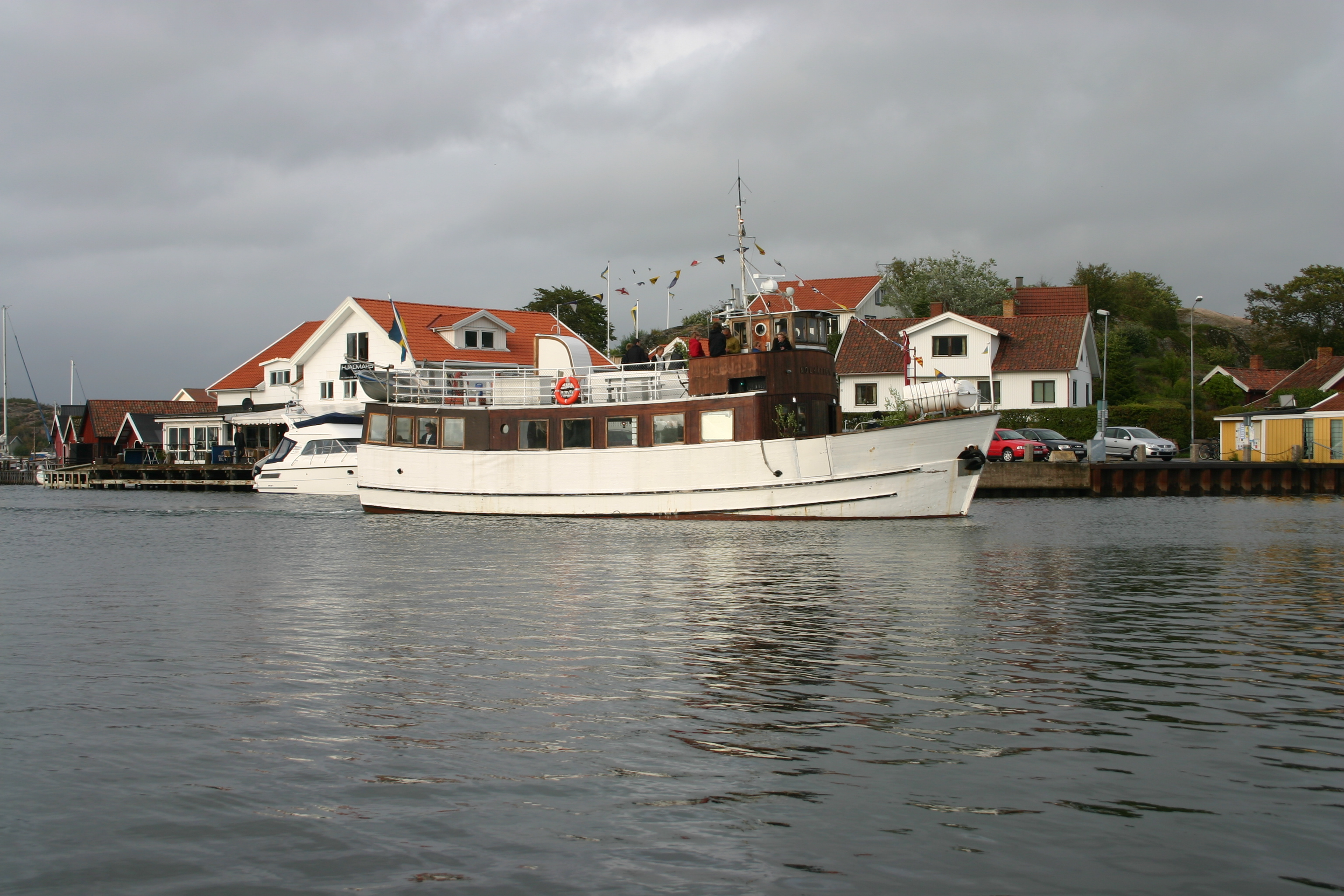
"M/S Nolhotten" på väg in i hamn

Nolhott eller nolhôtte (även nolhötte) är enligt befolkningen i Bohuslän en person från den norra delen av landskapet eller från gränstrakterna till Norge och Dalsland.
Ingen bohusläning vet egentligen riktigt hur definitionerna skall vara, men man är överens om att nolhottarna kommer från en ort som ligger norr om den ort man själv härstammar ifrån.  
Strömstads tidning hade sedan början av 1970-talet fram till 2023 en följetong om Nolhôtten, skriven av Leif Gunnarsson.

## Fartyget M/S Nolhåtten
Fartyget "M/S Nolhåtten" är en sightseeingbåt som utgår från Hamburgsund.
Med detta fartyg kör skepparen Stellan Johansson passagerare runt i fjällbackaskärgården, samtidigt som han berättar historier, skrönor och historiska fotnoter från bygden. Eller som hans bok i Tanums kulturnämnds skriftserie heter: "Ruskiga historier och historiska ruskigheter".